# Boghall Burn (Liddel Water)
Der Boghall Burn ist ein Wasserlauf in den Scottish Borders, Schottland. Er entsteht nördlich des Wilson’s Pike und fließt in nordwestlicher Richtung bis zu seiner Mündung in das Liddel Water am Weiler Dinlabyre.